# Бобры
Бобры́ (лат. Castor от др.-греч. κάστωρ «бобр» ← κάστον «древесина») — род млекопитающих из отряда грызунов. Единственный современный представитель семейства бобровых (Castoridae Hemprich, 1820). Делится на два вида — обыкновенный бобр (Castor fiber), обитающий в зоне от Атлантического побережья до Прибайкалья и Монголии, и канадский бобр (Castor canadensis) — в Северной Америке. Некоторые зоологи рассматривают канадского бобра как подвид обыкновенного бобра, однако этой точке зрения противоречит разное количество хромосом (48 у обыкновенного и 40 у канадского). Современная систематика различает восемь подвидов обыкновенного бобра.
В «Слове о полку Игореве» и в берестяной грамоте № 1121 бобры упоминаются в форме «бебры».

## Питание и поведение
Бобры питаются корой и молодыми ветками деревьев, которые для этого специально валят, подгрызая основание.
Длина их тела около 80 (до 130) см, масса около 18 (до 32) кг.
Могут проплывать под водой до 750 м, пребывая там 4—5 минут и дольше.

## Сооружения
Бобры населяют берега медленных лесных речек, ручьёв и озёр. Они сооружают из поваленных деревьев плотины, вызывая подъём уровня воды перед ними. Бобры создают каналы, по которым сплавляют брёвна к плотине и плавают за новыми деревьями. Бобры строят два типа жилищ — норы и хатки. Хатки — это плавучие островки, сделанные из кучи хвороста, перемешанного с тиной, высотой 1—3 метров и диаметром до 10 метров, имеющие подводный вход. Заводи им нужны для защиты хаток. В хатках бобры ночуют, хранят запасы на зиму, прячутся от хищников.
Своими запрудами бобры вызывают эвтрофикацию малых рек, но, в отличие от подобного влияния человека, зоопланктон в них не регрессирует впоследствии, а задерживается на стадии стимуляции развития.

## Хозяйственное значение
Вплоть до середины XX века бобровый мех был весьма популярен в Америке, Европе и России, что привело к серьёзному удару по популяции этих животных. В конце XIX века только из Нового Света в Российскую империю поставлялось ежегодно более 130 тысяч шкур убитых бобров.

### Инвазивное влияние
Североамериканские бобры, интродуцированные в 1940-х годах на архипелаг Огненная Земля, размножились и причинили значительный ущерб лесам островов. Правительства разработали широкомасштабную программу по ловле и истреблению бобров на Огненной Земле. В 2016 году власти Аргентины заявили о намерении истребить 100 тысяч бобров, которые опустошают леса провинции Огненная Земля. Заявила о поддержке Аргентины соседняя Чили. Ликвидацию бобров одобрили в ООН и защитники природы. Бобров завезли в Аргентину из Канады около 70 лет назад для промыслового разведения. Бобры значительно увеличили свою популяцию и стали уничтожать леса. Бобры уничтожают деревья, строят плотины и затапливают гигантские площади.

## Вымершие виды
По данным сайта Paleobiology Database, на декабрь 2021 года в род включают 5 вымерших видов:
- Castor anderssoni
- Castor californicus
- Castor jaegeri
- Castor peninsulatus
- Castor veterior

## Галерея

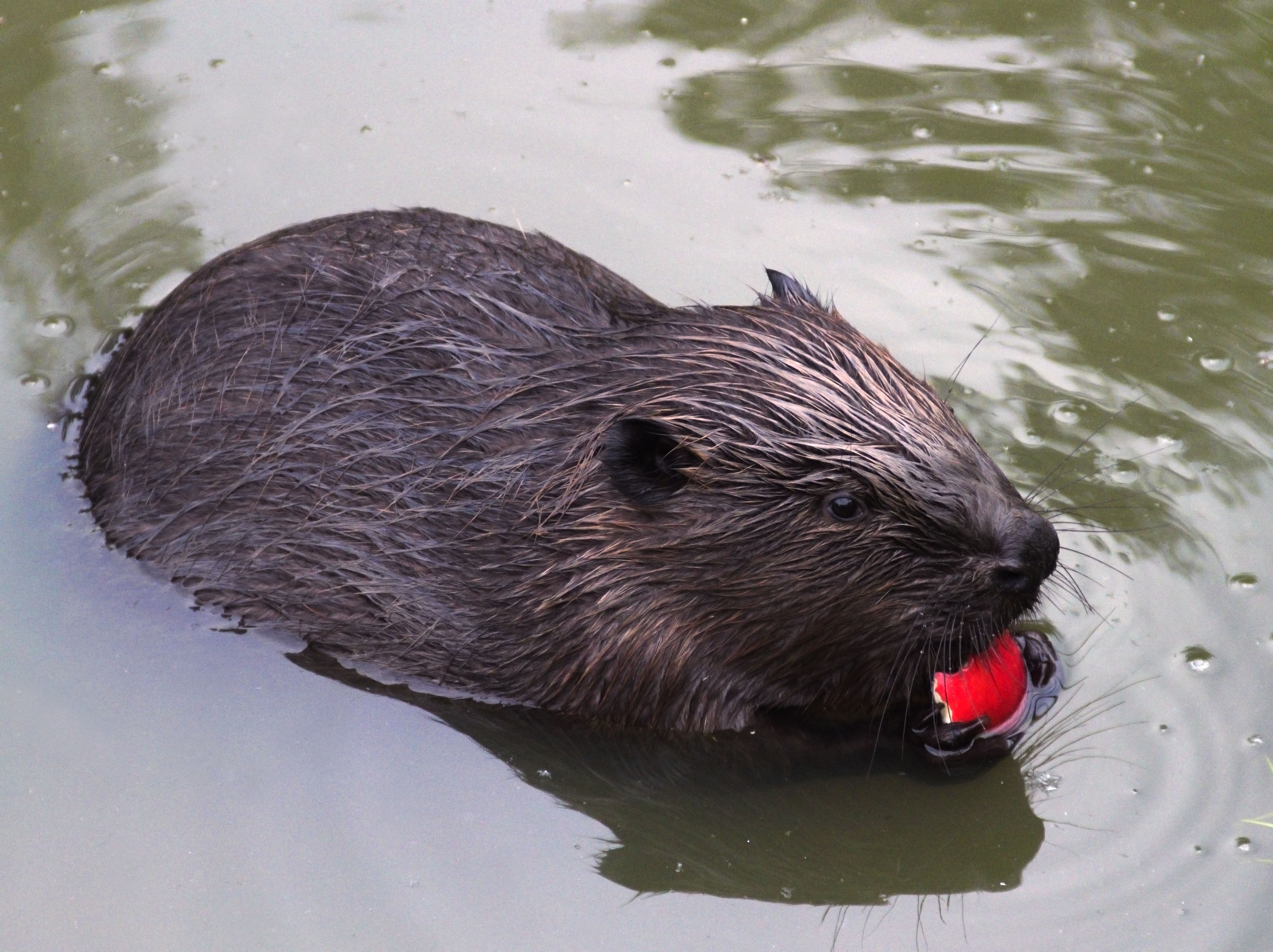
Бобрёнок с яблоком из Покровского-Стрешнева
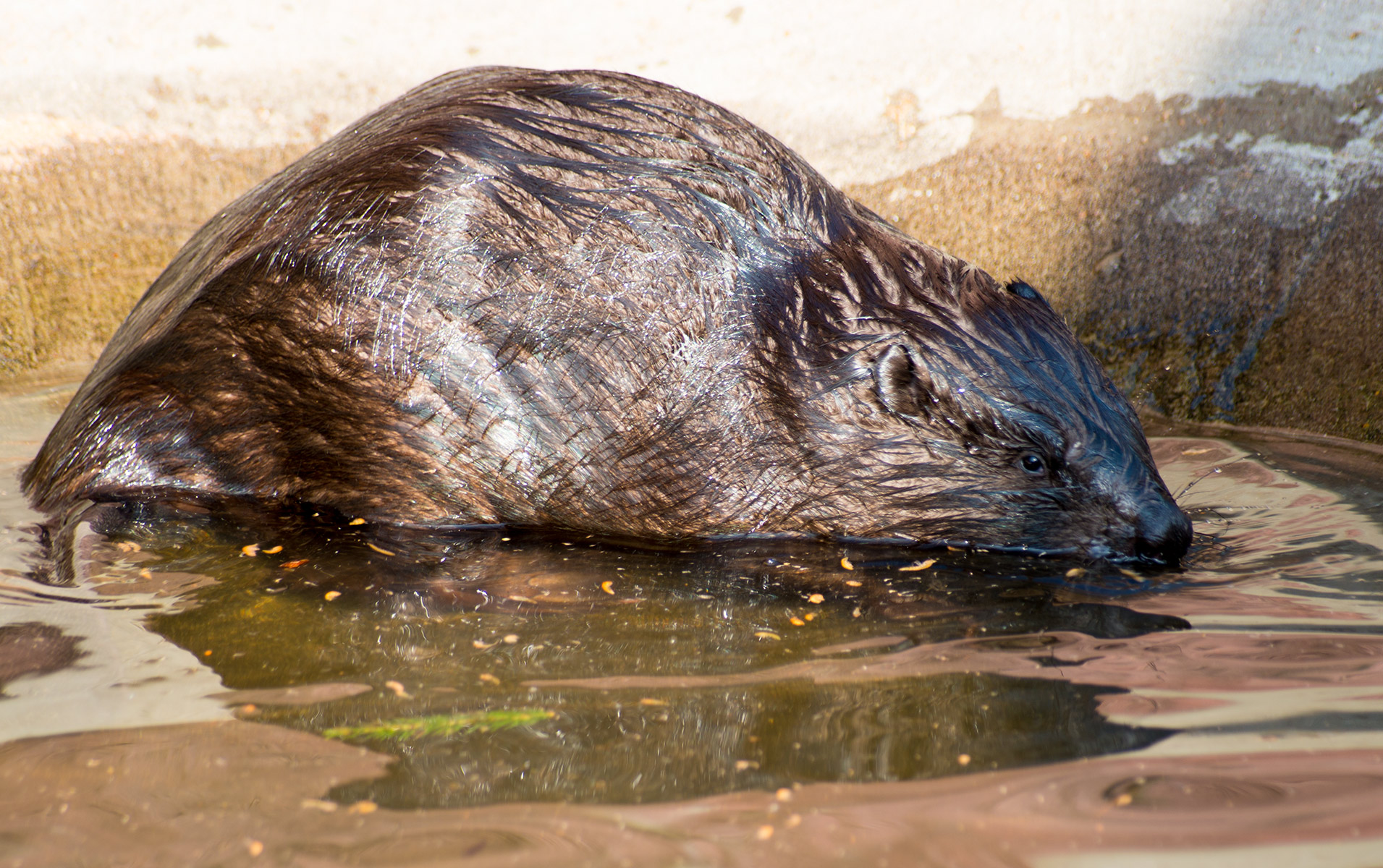
Обыкновенный бобр в Московском зоопарке
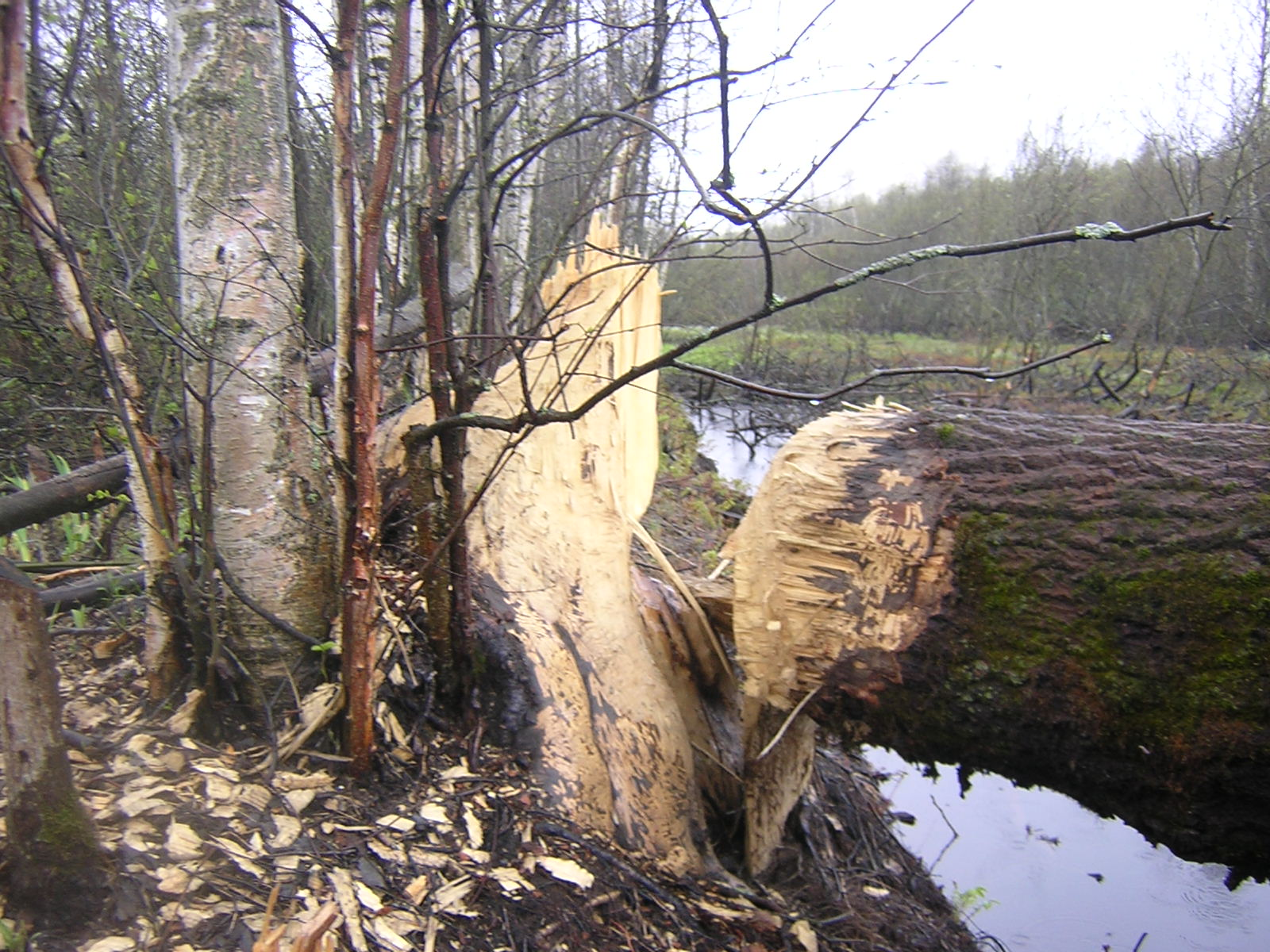
Осина, подгрызенная бобрами
- Бобр в реке Химка (Москва), июль 2015